# Dasypus pilosus
Dasypus pilosus là một loài động vật có vú trong họ Dasypodidae, bộ Cingulata. Loài này được Fitzinger mô tả năm 1856.